# Мішель де Граммон
Мішель де Граммон (фр. Michel de Grandmont; бл. 1645, Париж — 1686?, Карибське море) — французький буканьєр і капер. Його каперська кар'єра тривала приблизно з 1670 по 1686 роки, протягом яких він командував флагманським кораблем «Hardi». Відомий нападами на іспанські володіння в Маракайбо, Гібралтарі, Трухільйо, Ла-Гуайра, Пуерто-Кабельйо, Кумані та Веракрусі.

## Біографія
Шевальє де Граммон був французьким дворянином, який народився в Парижі і потрапив у немилість після того, як убив на дуелі залицяльника своєї сестри. Змушений покинути Францію, він вирушив на Еспаньйолу, де отримав під своє керівництво французький корабель і став служити капером. Його першим успіхом було захоплення голландського конвою, оціненого приблизно в 400 000 ліврів (4 мільйони доларів США). Під час наступного плавання його корабель налетів на риф і затонув. Граммон перебрався на Тортугу, де придбав і спорядив новий корабель, який використовував для нападу на іспанське судноплавство.

Коли в 1678 році почалася франко-голландська війна між Францією та Голландською республікою, він приєднався до флоту під командуванням графа д'Естре для нападу на голландський острів Кюрасао. Однак початок рейду виявився невдалим і весь флот із 17 суден зазнав аварії на архіпелазі Лас-Авес. У червні 1678 року Де Граммона призначили керівником залишків флотилії з шести кораблів і 700 осіб, яких вдалось врятувати після катастрофи на Лас-Авес. Де Граммон висадив своїх людей у Венесуелі, яку контролювала Іспанія, і захопив Маракайбо, а також кілька менших міст, включаючи Гібралтар, проникаючи в глиб країни аж до Трухільйо. Протягом наступних шести місяців капери Граммона грабували весь регіон.

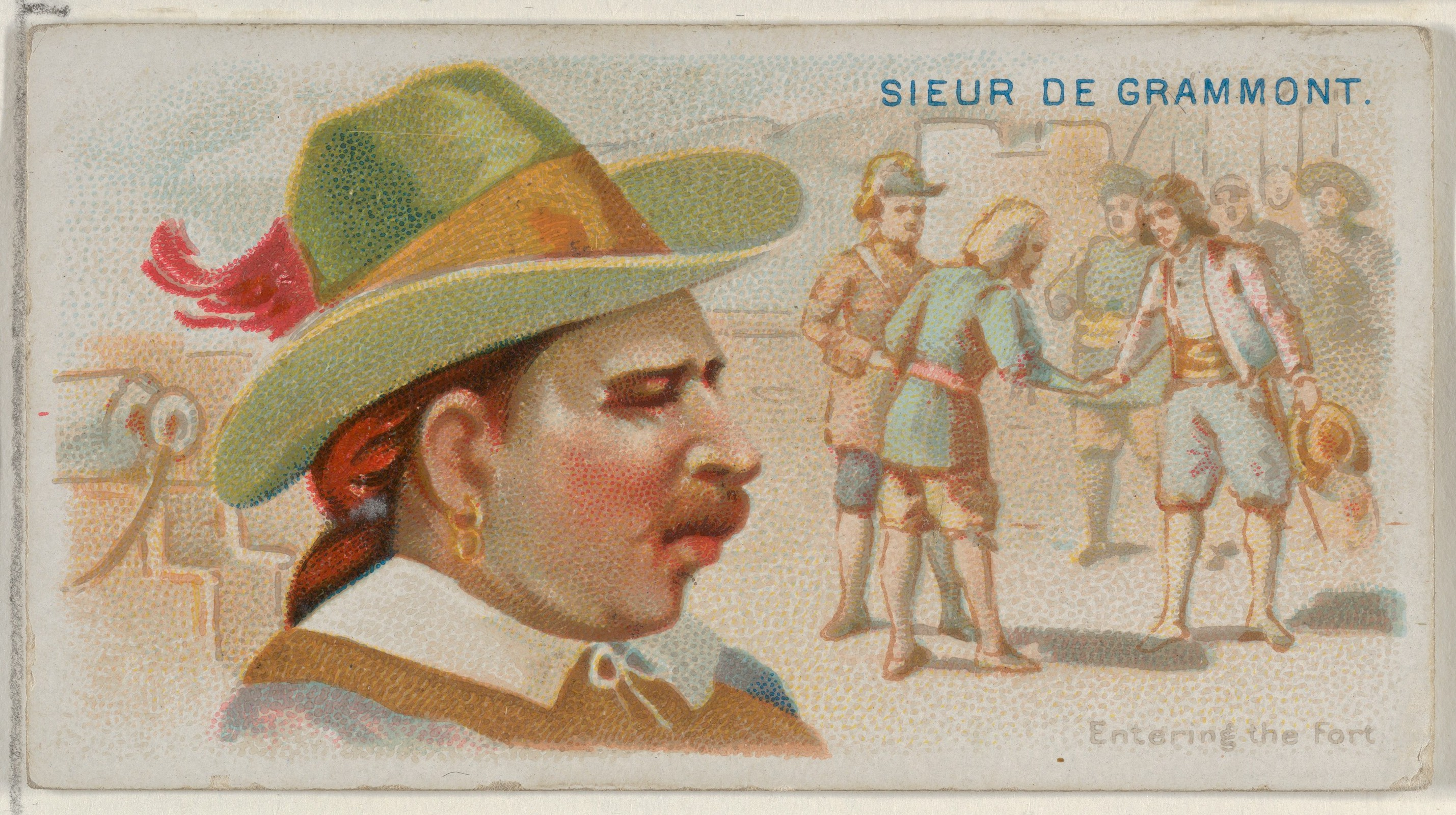
Сьєр де Граммон, «Вхід у форт», із серії «Пірати Іспанії» (N19) для сигарет Allen & Ginter MET DP835014

22 лютого 1679 року він вирішив здійснити вторгнення до внутрішнього поселення Пуерто-Принсіпі (сучасний Камагуей) на Кубі. На світанку наступного дня, коли Граммон на чолі свого загону з 600 людей був лише за кілька ліг від міста, у ранковому тумані їх помітив превістер Франсіско Гарсеран, який у той час був у дорозі. Падре негайно розвернувся та на повному галопі повернувся до міста і почав дзвонити у дзвони головної церкви, щоб сповістити всіх про наближення небезпеки. Вчасно попереджені жителі втекли з міста і забрали всі свої цінності, тому Граммон і його люди не змогли захопити багато цінностей. Що ще гірше, на зворотному шляху назад до кораблів на узбережжі його загін потрапив в засідку, і їм довелося пробиватися, зазнавши значних втрат. Однак, Граммону вдалось втекти з рештою своїх людей і відпливли.
У травні 1680 року де Граммон об'єднав сили з Томасом Пейном і Вільямом Райтом на острові Ла-Бланкілья. Їхньою метою був Ла-Гуайра, що служив портом для столиці Венесуели Каракасу. Зі 180 його послідовників лише сорок сім взяли участь у фактичному захопленні міста, яке було добре захищене двома фортами та гарматами на стінах. Однак наступного дня він отримав повідомлення про те, що з Каракасу наближається допомога в складі 2000 осіб, і він був змушений терміново відійти на кораблі. Цей відхід відбувався з боєм і протягом двох годин де Граммон із купкою своїх найсміливіших товаришів прикривав посадку на корабель від нападу іспанців. Хоча він сам був небезпечно поранений у горло, він втратив лише вісім чи дев'ять осіб за час усієї операції. Він захопив із собою губернатора Ла-Гуайра та багатьох інших в'язнів, але здобич була невеликою. Де Граммон відплив на острови Лас-Авес, щоб вилікувати свою рану, і після тривалого одужання повернувся до Петі-Гоав на Еспаньйолі.
Після одужання де Граммон командував вісьмома кораблями, але не мав успіху до 1682 року, коли на прохання губернатора Петі-Гоаве (фактично Гаїті) він приєднався до Ніколаса ван Горна, щоб атакувати іспанське судноплавство. У цей період біля острова Бонако вони випадково напали на кораблі, які належали голландському пірату Лоренсу де Граафу. Розібравшись в ситуації, вони запропонували де Лоренсу приєднатися до них, на що де Грааф спочатку відмовився, але пізніше погодився.
17 травня 1683 року де Граммон, ван Хорн, Янкі Віллемс, Якоб Евертсон, Жан Трістан, де Грааф та кілька інших розграбували Веракрус у Мексиці, захопивши для подальшого викупу 4000 полонених. Використовуючи два захоплені іспанські галеони в авангарді, Янкі Віллемс і Лоренс де Грааф змогли пробратися в іспанську гавань рано вранці та висадити невеликі сили на берег. Буканьєри застали гарнізон зненацька, багато солдатів ще спали, і зняли оборону міста, дозволивши решті флоту увійти в гавань. Через три-чотири дні Віллемс та інші пограбували місто, перш ніж відступити при чутках про наближення флоту Нової Іспанії. Пізніше Граммон здійснив набіг на іспанські поселення у Флориді, включаючи Сент-Августин і місію Мокама.
У липні 1685 року де Граммон і де Грааф розграбували мексиканське місто Кампече. Однак, після двох місяців пограбування міста, які не дали значних результатів, де Граммон надіслав вимогу про викуп губернатору, який відмовився. Відтак де Граммон почав страчувати в'язнів як відплату, але де Грааф наполіг на припиненні страт і де Граммон розлучився зі своїми союзниками.
Де Граммона востаннє бачили в квітні 1686 року, коли він прямував на північний схід, щоб відплисти від Сент-Огастина, штат Флорида, плануючи рейд разом із французьким піратом Ніколя Бріго. В результаті шторму кораблі піратів роз'єднались. Коли корабель Бріго викинуло на мілину біля затоки Матансас, він став очікувати на прибуття Граммона, сподіваючись, що останній врятує його та його екіпаж. Проте порятунок так і не надійшов і скорше за все корабель Граммона потрапив у той самий шторм, який розбив судно Бріго, і загинув з усіма поплічниками. Бріго та його екіпаж на березі виявили іспанські солдати, які захопили та стратили піратів.